# Crossley Motors

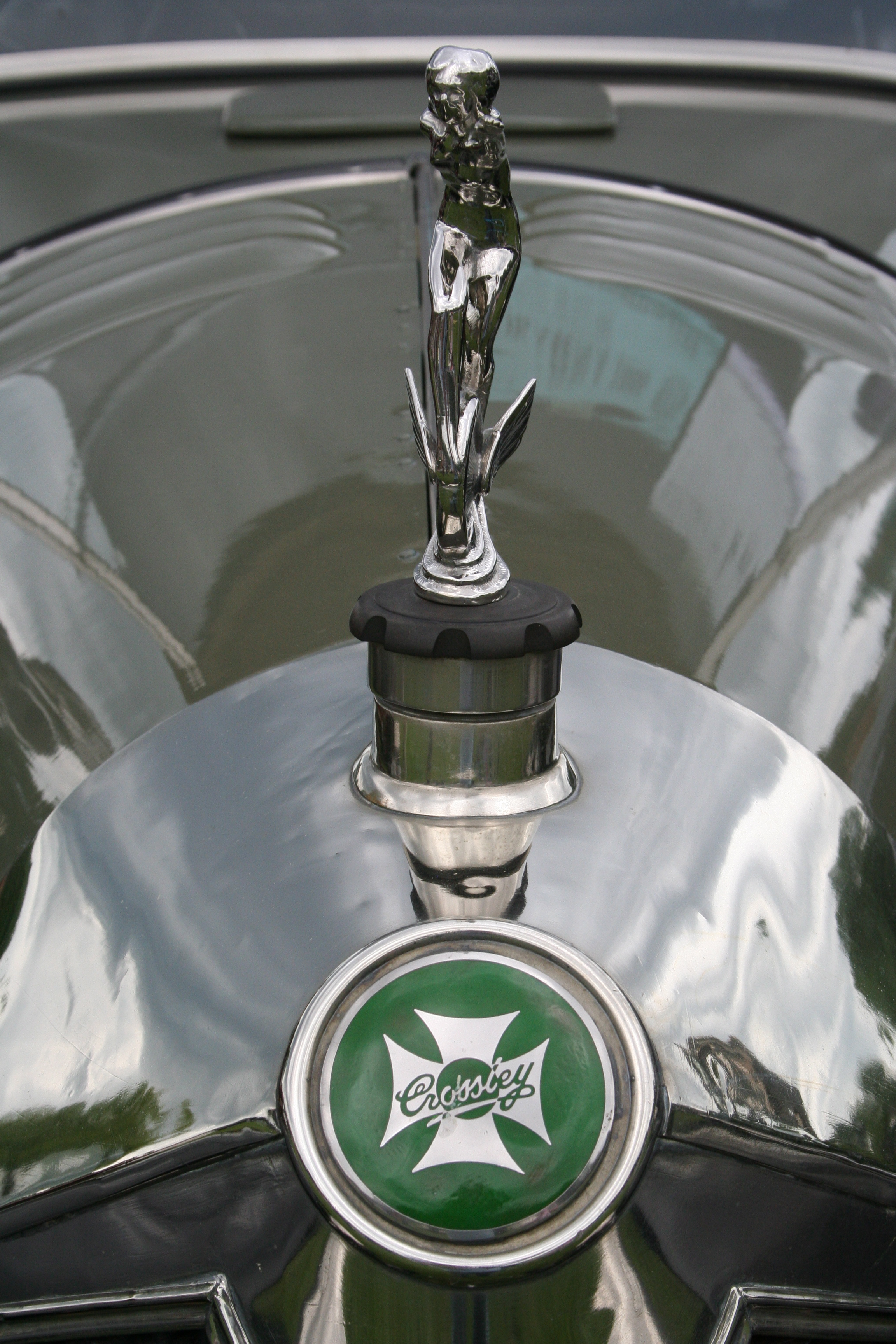

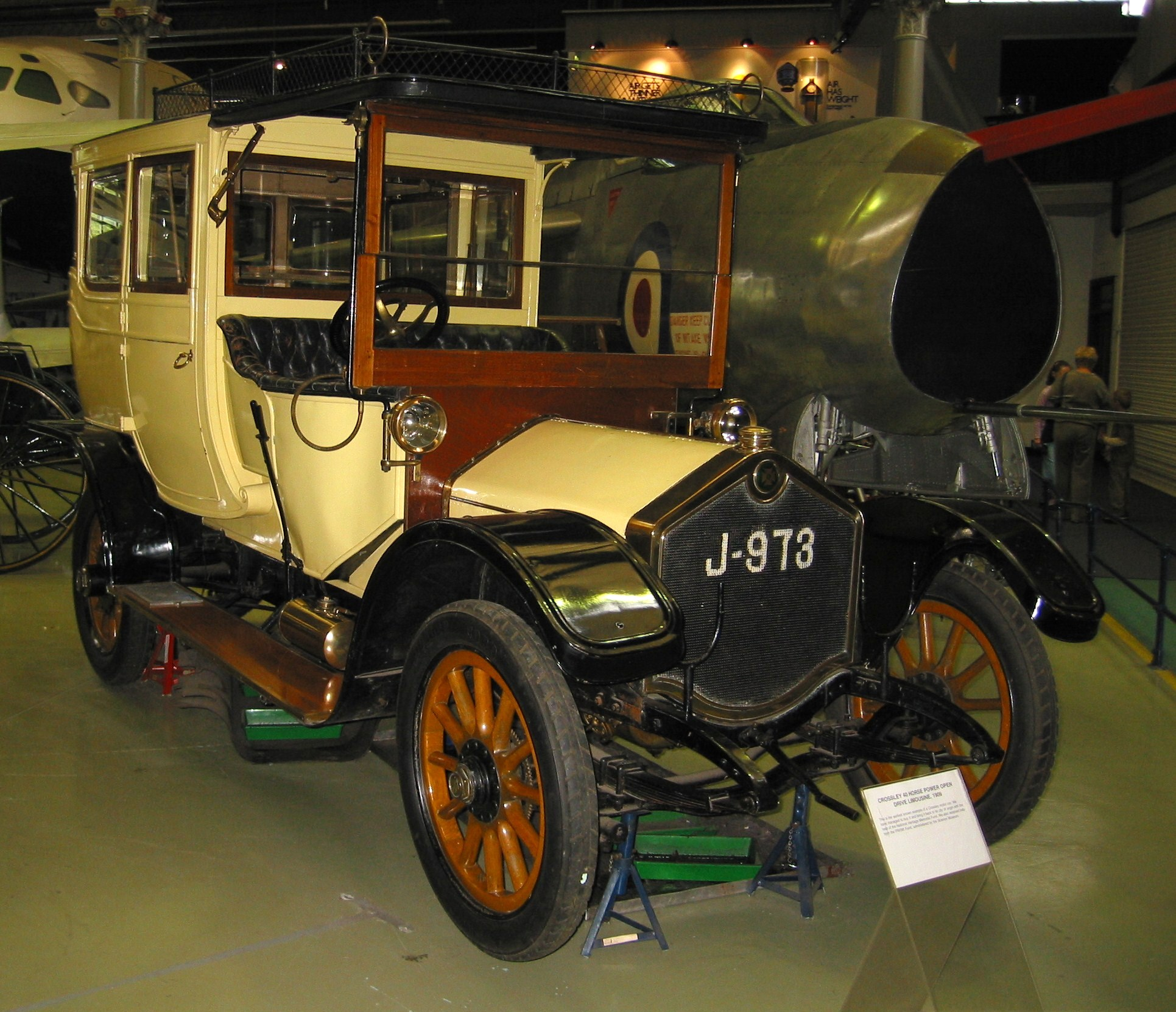
Crossley 20/25, Baujahr 1909

Crossley war ein britischer Hersteller von Automobilen, Omnibussen und anderen Nutzfahrzeugen, der 1948 von der Associated Equipment Company übernommen wurde, diese wurde als Associated Commercial Vehicles 1962 von Leyland Motors übernommen. Fahrzeuge der Marke Crossley wurden bis 1956 verkauft.

## Unternehmensgeschichte
Das Unternehmen Crossley Brothers Limited aus Gorton bei Manchester, später Errwood Park bei Stockport (Cheshire), begann 1904 mit der Produktion von Automobilen und Nutzfahrzeugen. Ursprünglich war Crossley Motors der Name des Unternehmenszweiges für die Herstellung von Kraftfahrzeugen, wurde aber 1910 ein selbstständiges Unternehmen, da die Unternehmensleitung frühzeitig die sich entwickelnden Absatzchancen für Automobile erkannte. Crossley Motors Limited wurde am 11. April 1906 erstmals als eigenständiges Unternehmen registriert, im Jahr 1910 erfolgte eine erneute Registrierung mit einer neuen Firmennummer. Obwohl Crossley Motors anfänglich nur Pkw herstellte, entwickelte es sich in der Zeit des Ersten Weltkrieges zu einem wichtigen Zulieferbetrieb für die britische Nutzfahrzeugindustrie. In den 1920er Jahren begann das Unternehmen mit der Produktion von Bussen. 1920 erwarb das Unternehmen 68,5 % der Aktien der nahegelegenen A V Roe and Company – auch bekannt als Avro – und übernahm die Fahrzeugsparte dieses Unternehmens, während die Entwicklung und Herstellung von Flugzeugen bei Avro als unabhängigem Unternehmen verblieb. Bereits 1928 musste Crossley Motors jedoch die Anteile an Armstrong Siddeley verkaufen, um die Verluste aus der gemeinsam mit Willys-Overland betriebenen Willys Overland Crossley auszugleichen.
Im Zuge der britischen Rüstungsanstrengungen in der Zwischenkriegszeit wurde die Produktion von Pkw ab 1930 gedrosselt und 1936 vollständig eingestellt. Während des Zweiten Weltkrieges wurden wieder hauptsächlich militärische Fahrzeuge hergestellt. Die Busproduktion wurde bis 1945 fortgesetzt, jedoch konnten keine neuen Modelle mehr entwickelt werden.
In den späten 1940er Jahren schätzte die Geschäftsleitung Crossley Motors als nicht überlebensfähig ein und stimmte letztendlich einer Übernahme durch die Associated Equipment Company (AEC) zu. Die Produktion wurde 1958 endgültig eingestellt. Dabei wurden bis 1952 noch von Crossley Motors entwickelte Fahrzeuge in Stockport hergestellt, während von diesem Zeitpunkt bis zur Produktionseinstellung Fahrzeuge von AEC montiert wurden. Trotz Produktionseinstellung wurde die Gesellschaft nie formal aufgelöst. Im Jahr 1969 reaktivierte der neue Eigentümer von AEC, British Leyland, das Unternehmen unter dem Namen Leyland National und ließ in Stockport den gleichnamigen Linienbus produzieren.
Crossley Motors produzierte im Laufe der Zeit insgesamt ungefähr 19.000 Pkw, 5.500 Busse und 21.000 Lkw und Militärfahrzeuge.

### Produktionsstätten
Die Fertigungsstätten befanden sich ursprünglich im Stammwerk von Crossley Brothers in Openshaw, Manchester. 1907 wurde die Produktion in die Napier Street in Gorton, Manchester, verlegt, die Straße wurde später in Crossley Street umbenannt.
Mit der Steigerung der Produktion reichten die verfügbaren Flächen jedoch bald nicht mehr aus, so dass das Unternehmen 1914 eine größere Fläche in Heaton Chapel, Stockport, erwarb. Dort entstanden die Errwood Park Works. Der Bau der neuen Fertigungsanlagen begann 1915. Obwohl zur Entlastung des alten Werkes gedacht, wurden die Flächen zunächst für die Produktion von Rüstungsgütern genutzt. Im Westteil des Geländes entstand ab 1917 die National Aircraft Factory No. 2. Nach Kriegsende übernahm Crossley Motors 1919 die Produktionsanlagen und richtete dort die Fertigungsstätten der Willys Overland Crossley ein. Das Werk wurde 1934 an die Fairey Aviation Company verkauft. Auch der Ostteil des Geländes wurde von Fairey ab 1938 für die Flugzeugproduktion genutzt. Erst nach dem Ende des Zweiten Weltkrieges wurde das Gelände Sitz von Crossley Motors. Da wegen der Rüstungsproduktion die Produktion in den Errwood Park Works nicht aufgenommen werden konnte, eröffnete Crossley Motors 1938 im 4,8 km ostwärts gelegenen Greencroft Mill bei Hyde eine neue Produktionsstätte.

## Pkw
Der erste Pkw wurde 1904 entwickelt und im Folgejahr auf der Mondial de l’Automobile vorgestellt. Der Erfolg dieses Fahrzeuges auf der Ausstellung gab den Ausschlag zur Gründung des Unternehmens. Das Fahrzeug wurde zunächst in sehr geringer Stückzahl hergestellt, doch nach Eröffnung des neuen Werkes in Gorton wuchs die Produktion ab 1909 stark an. In diesem Jahr wurde auch der 20 hp (später als 20/25 bezeichnet) eingeführt. Der Wagen wurde vom britischen War Office beschafft und ab 1913 beim Royal Flying Corps (RFC) eingesetzt. Mit Ausbruch des Ersten Weltkrieges wurde die Produktion ausgeweitet und bis 1918 über 6000 Fahrzeuge als Stabsfahrzeug, leichtes Zugmittel und Sanitätskraftwagen hergestellt. Der Typ kam auch ab 1920 bei der neu aufgestellten Flying Squad der Metropolitan Police zum Einsatz. Dazu erhielten einige Fahrzeuge eine Funkausrüstung.
Der Crossley 25/30 hp wurde als Mannschaftswagen von der British Army von 1919 bis zu deren Abzug 1922 in Nordirland eingesetzt. Die irische Armee übernahm die Fahrzeuge und setzte sie während des Bürgerkrieges ein. Von ursprünglich 454 gelieferten Fahrzeugen waren 1926 noch 57 einsatzbereit, weitere 66 wurden überholt oder instand gesetzt.
1921 erschien mit dem 19.6 ein neuer Typ, der ab 1922 durch den kleineren 14 hp mit 2,4 Liter Hubraum ergänzt wurde. Dieser kleinere Pkw wurde das bestverkaufte Modell des Unternehmens. 1925 ersetzte der 18/50 mit 2,7 Litern Hubraum den 19.6. Der 18/50 war das erste Modell von Crossley mit einem Sechszylindermotor. Im 20.9, der 1927 erschien, wurde der Hubraum des Motors auf 3,2 Liter vergrößert. 1933 bot Crossley als erster britischer Hersteller einen Pkw mit eingebautem Radio an. 1931 kündigte das Unternehmen eine neue kleinere Typenreihe an, die mit Motoren von Coventry Climax ausgerüstet wurde, jedoch wurde die Produktion von Pkw aufgrund der sinkenden Absatzzahlen langsam zurückgefahren. 1937 wurden die letzten Pkw bei Crossley Motors montiert.

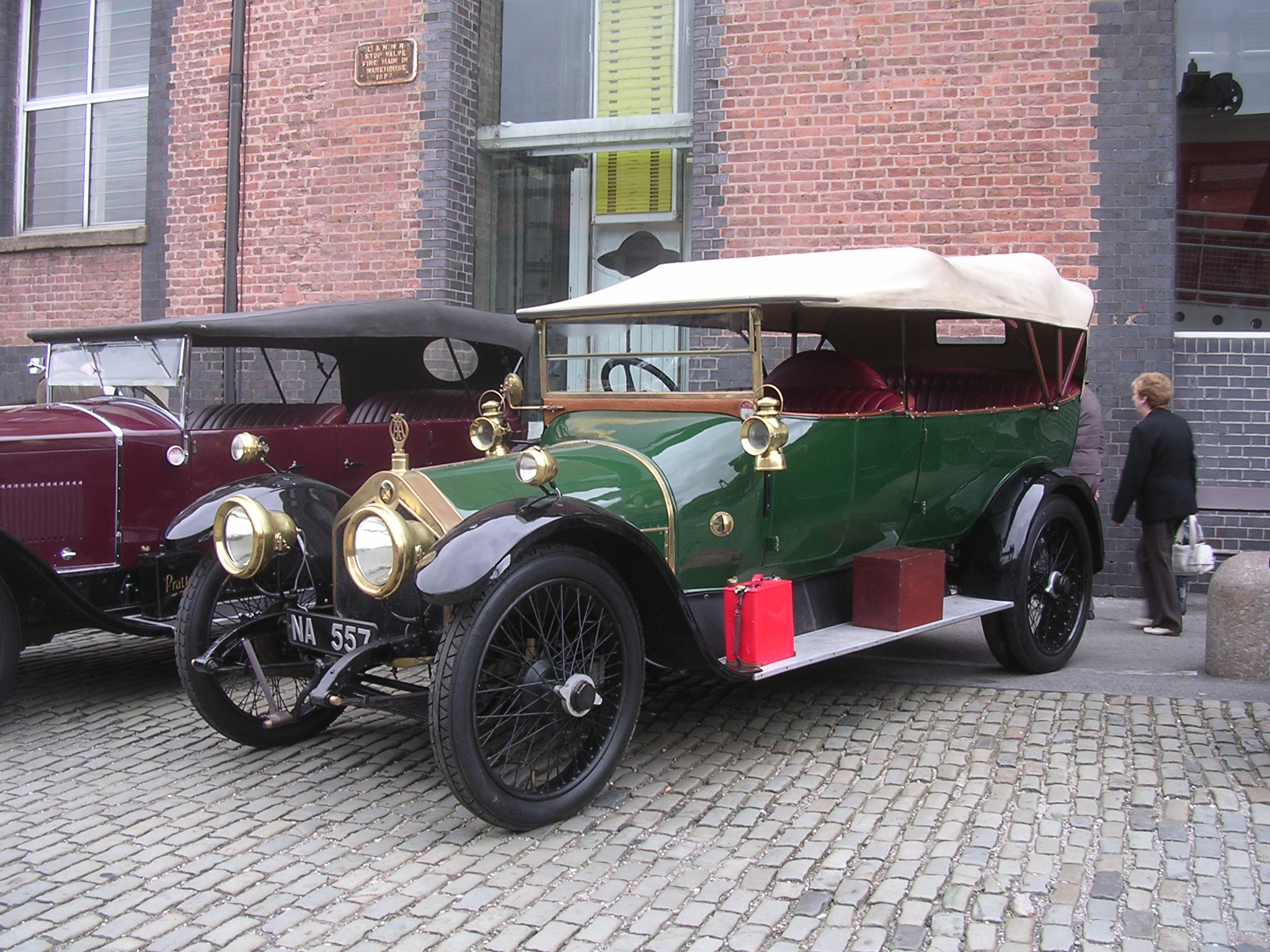
Crossley 20/25 als Stabsfahrzeug des Royal Flying Corps
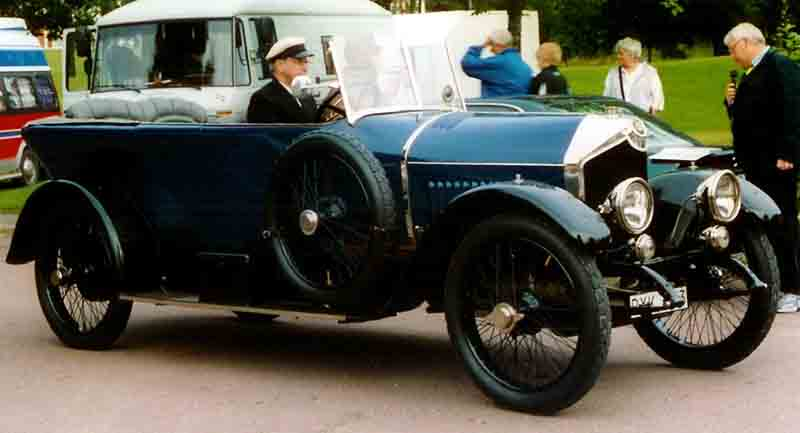
Crossley 25/30, Baujahr 1920
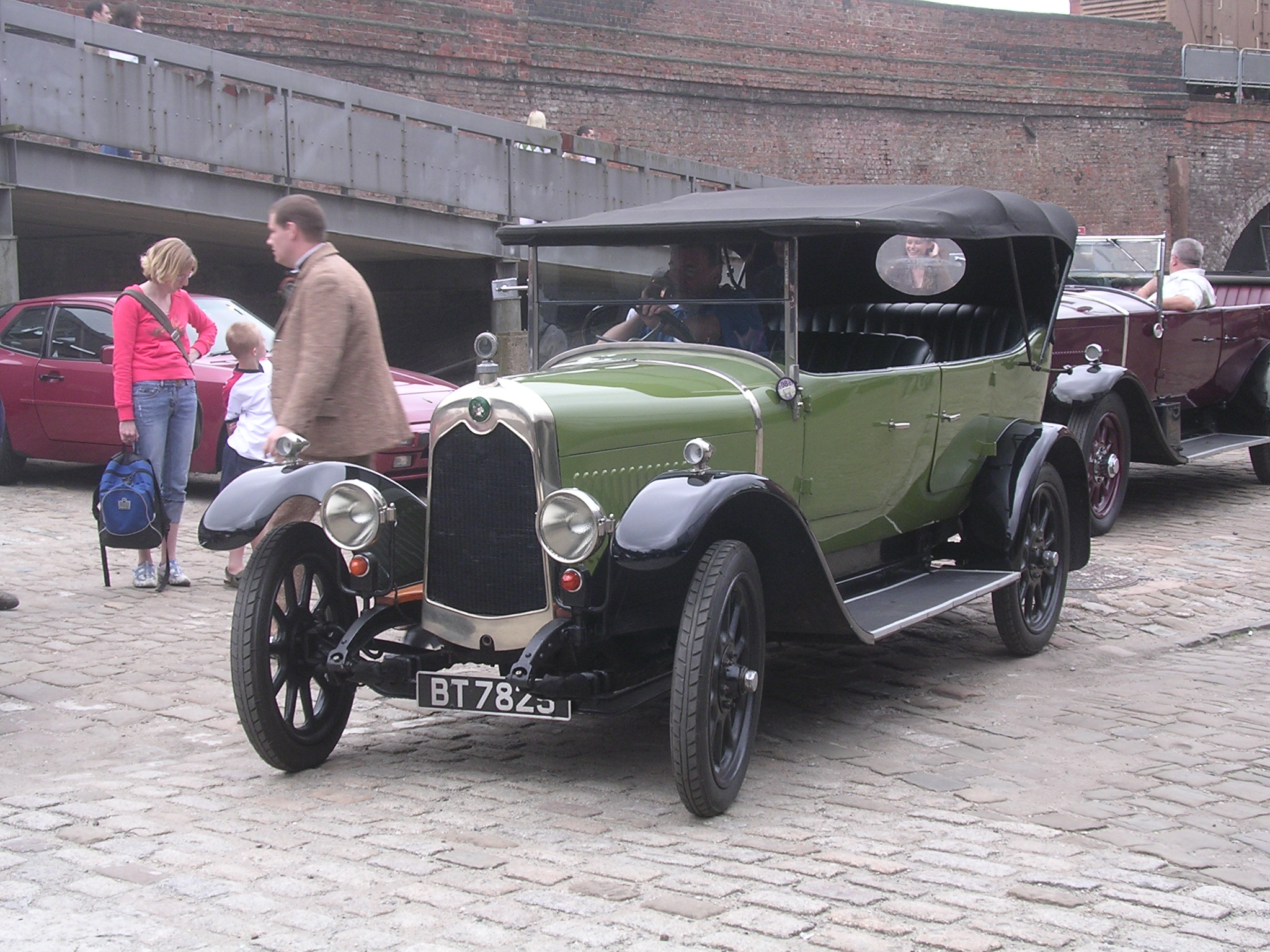
Crossley 14 hp
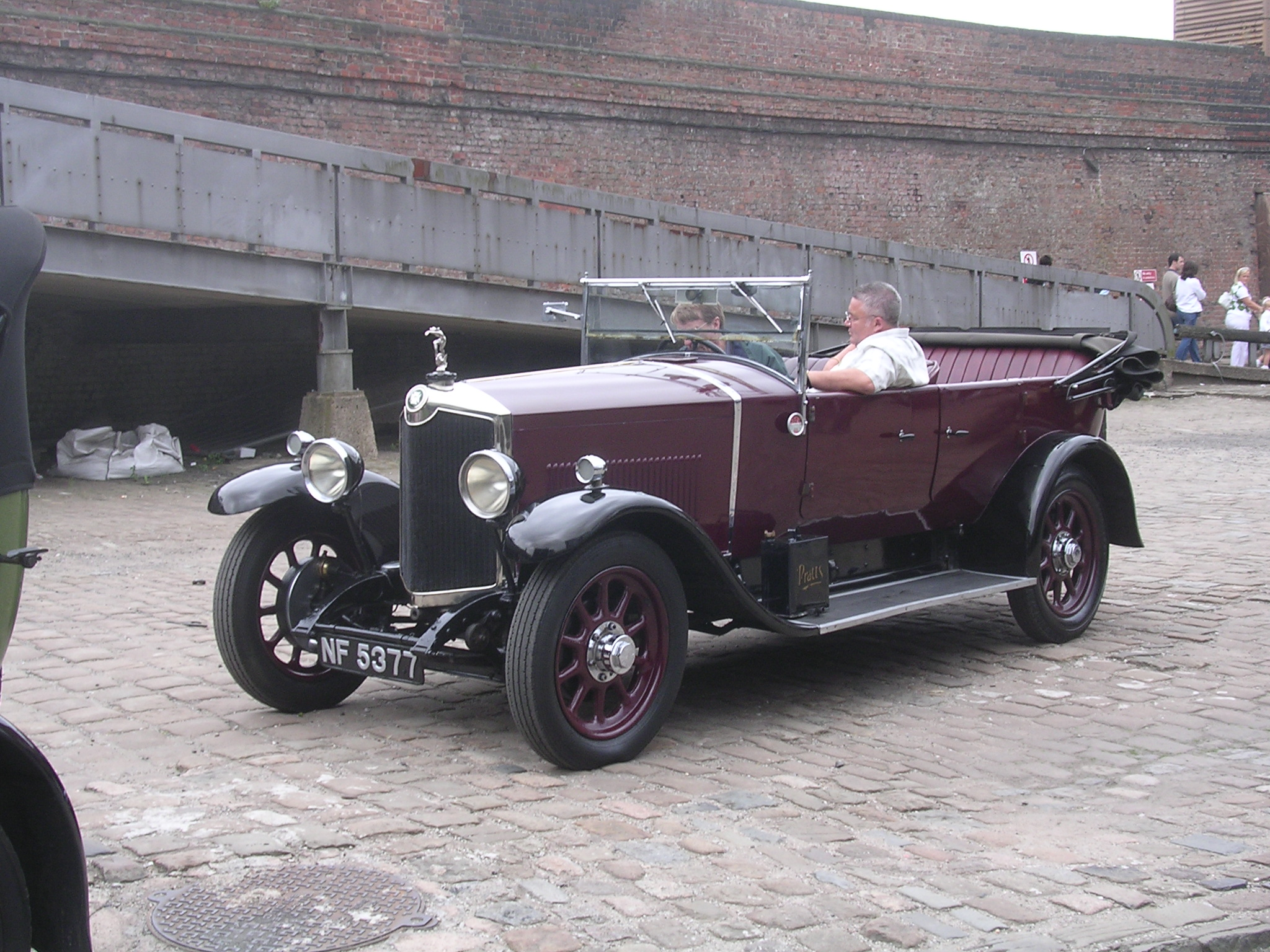
Crossley 20.9
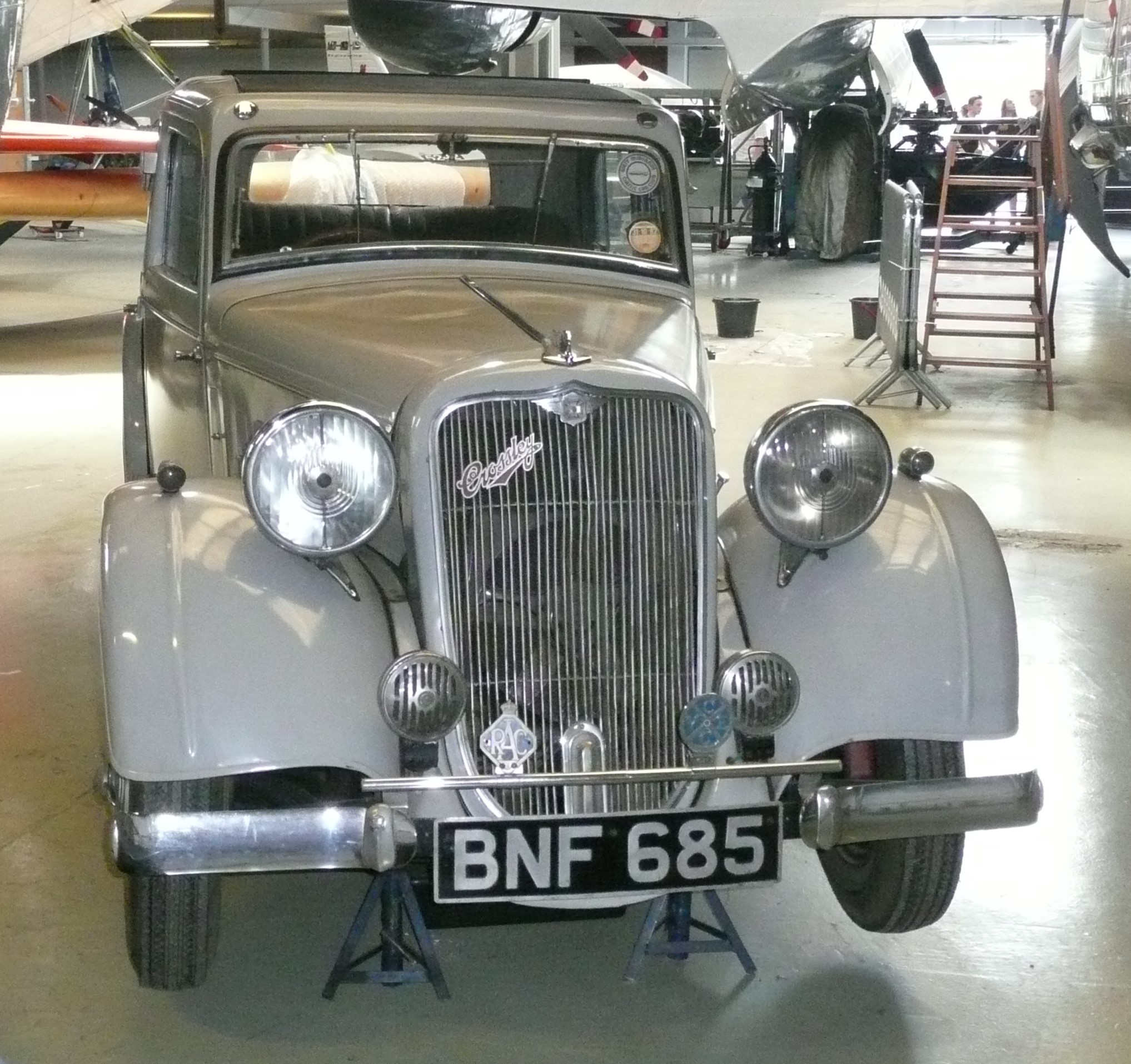
Crossley Regis 6

| Modell                       | Bauzeit   | Zylinder | Hubraum cm³   | Leistung PS |
| 22/28 HP                     | 1904      | 4        | 4942          | 32          |
| 40 HP                        | 1904–1908 | 4        | 7040          |             |
| 20/25 HP                     | 1909–1912 | 4        | 3927          | 50          |
| 40 HP                        | 1909–1910 | 4        | 7040          |             |
| 12/14 HP                     | 1910–1911 | 4        | 2413          |             |
| 20 HP                        | 1910–1913 | 4        | 4576          |             |
| 15 HP                        | 1912–1914 | 4        | 2388          | 32          |
| Shelsley                     | 1913      | 4        | 2613          |             |
| 20/25 HP                     | 1914–1916 | 4        | 4487          |             |
| 25/30 HP                     | 1919–1925 | 4        | 4530 und 4950 |             |
| 19.6 HP                      | 1920      | 4        | 3817          | 55          |
| 20/70 HP                     | 1923      | 4        | 3732 und 3817 | 55          |
| 12/14 HP und 14 HP           | 1923–1927 | 4        | 2388          | 31          |
| 18/50 HP                     | 1926–1928 | 6        | 2692          |             |
| 15.7 HP Silver               | 1928–1934 | 6        | 1990          | 61          |
| 20.9 HP Golden               | 1928–1937 | 6        | 3198          |             |
| Super 6                      | 1929–1934 | 6        | 3198          |             |
| Shelsley                     | 1929      | 6        | 1990          | 61          |
| RE (Rear Engine = Heckmotor) | 1933      | 6        | 1991          | 61          |
| 10 HP Torquay                | 1933/1934 | 4        | 1122          |             |
| Regis 4                      | 1934–1937 | 4        | 1122          | 35,5        |
| Regis 6                      | 1935/1936 | 6        | 1476          | 45          |

Drei Fahrzeuge dieser Marke sind im Science and Industry Museum in Manchester zu besichtigen.

## Busse
In den späten 1920er Jahren wurde wegen der aufkommenden Massenproduktion der Markt für handgefertigte Pkw immer kleiner. Auf der Suche nach neuen Absatzmärkten wandte sich Crossley Motors daher zunächst der Produktion von Omnibussen zu. 1928 erschien mit dem Eagle der erste Bus des Unternehmens. Ursprünglich als Eindeckerbus konzipiert, wurden einige Fahrgestelle jedoch auch mit Doppeldecker-Aufbauten versehen. Der 1930 erschienene Condor war der erste speziell als Doppeldecker konstruierte Bus von Crossley Motors. Der Condor konnte auch mit einem Dieselmotor von Gardner geliefert werden und war damit der erste britische Doppeldeckerbus mit Dieselmotor. Der 1933 erschienene Mancunian wurde sowohl als Ein- als auch als Doppeldecker gebaut. Dieser Typ war der meistverkaufte Bus von Crossley Motors.
Nach dem Zweiten Weltkrieg fertigte das Unternehmen weiter Ein- und Doppeldeckerbusse, die auf dem grundsätzlich gleichen Chassis aufbauten (SD = Eindecker, DD=Doppeldecker). Wie schon vor dem Krieg wurde auch eine Variante als Trolleybus (TDD) angeboten. Da kriegsbedingte Verluste in Europa ausgeglichen werden mussten, wuchs der Absatzmarkt kurzfristig stark an. Das Unternehmen konnte eine Ausschreibung der Nederlandse Spoorwegen gewinnen, der sich mit einem Volumen von 3 Millionen GBP zum größten Exportgeschäft der britischen Busindustrie entwickelte. Nach kurzer Zeit schrumpfte der Markt jedoch stark, und Crossley Motors konnte sich als eigenständiges Unternehmen nicht länger behaupten. Nach der Übernahme durch AEC wurde der AEC Regent bei Crossley montiert und mit dem Crossley-Logo versehen auch als Crossley Regent verkauft.

### DD42

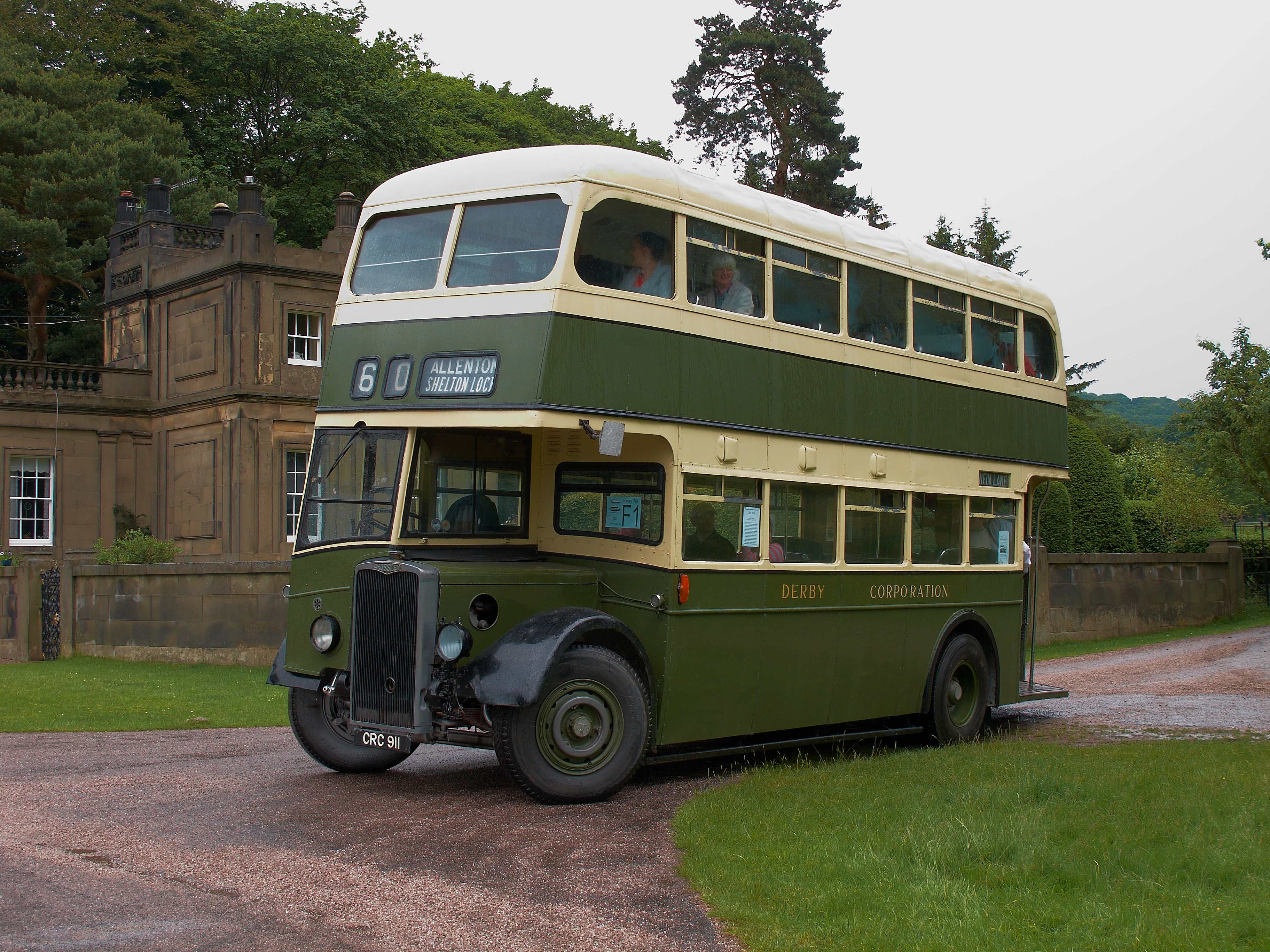
Crossley DD42, Baujahr 1952

Die Arbeiten an einer neuen Generation von Bussen hatten bei Crossley bereits 1938 begonnen. Während eines Kuraufenthaltes in der Schweiz besichtigte der Chefkonstrukteur, W. C. Worrall, die Fertigung von Saurer und konnte dort den neuen Dieselmotor mit Direkteinspritzung besichtigen. Von den Vorzügen dieses Konstruktionsprinzips überzeugt, übernahm man die Direkteinspritzung beim neuen Motor HOE7 mit 8,6 l Hubraum. Für den Versuchsbetrieb wurden zwei Chassis mit den neuen Motoren ausgerüstet, ein Fahrgestell erhielt einen modifizierten Aufbau des Mancunian, das zweite eine neue Karosserie. Die Erprobungen bei der Manchester Corporation verliefen zufriedenstellend. 1944 erlaubten staatliche Stellen die Produktion von 150 Doppeldeckern DD42 und 80 Aufbauten. Die Produktionsaufnahme der Eindeckerversion SD42 wurde bis zum Kriegsende zurückgestellt. Für die Aufbauten kam wieder die von Crossley entwickelte Metallrahmenbauweise zur Anwendung. Ein Prototyp des neuen Aufbaus wurde auf dem Fahrgestell eines Mancunian zufriedenstellend getestet. Das Design lehnte sich eng an die mit dem Streamliner begonnene Entwicklung an.
Nach Ende des Zweiten Weltkrieges wurde die Produktion in der Aircraft Factory No 5 in Erwood Park eingestellt. Crossley mietete das Gelände ab September 1946 für zunächst zehn Jahre und verlagerte die Produktion ab Januar 1947 vollständig dorthin, das alte Werk in Gorton wurde verkauft. Die Produktion des DD42 wurde jedoch 1946 noch in Gorton gestartet. In jenem Jahr wurden 93 Busse ausgeliefert. Insgesamt wurden zwischen 1945 und 1951 1114 DD42 produziert.
In der Praxis ergaben sich Schwierigkeiten mit dem Motor. Im Ergebnis einer Patent-Auseinandersetzung mit Saurer wurde die Konstruktion des Zylinderkopfes geändert. Daraufhin sank die Leistung, während Treibstoff- und Ölverbrauch stark anstiegen. Außerdem gab es thermische Probleme. Nach Übernahme durch AEC kam ein AEC-Zylinderkopf zur Anwendung, aber die Reputation von Crossley war bereits nachhaltig geschädigt. Das neue Fahrgestell hingegen wies auch im praktischen Betrieb hervorragende Eigenschaften auf.

### SD42

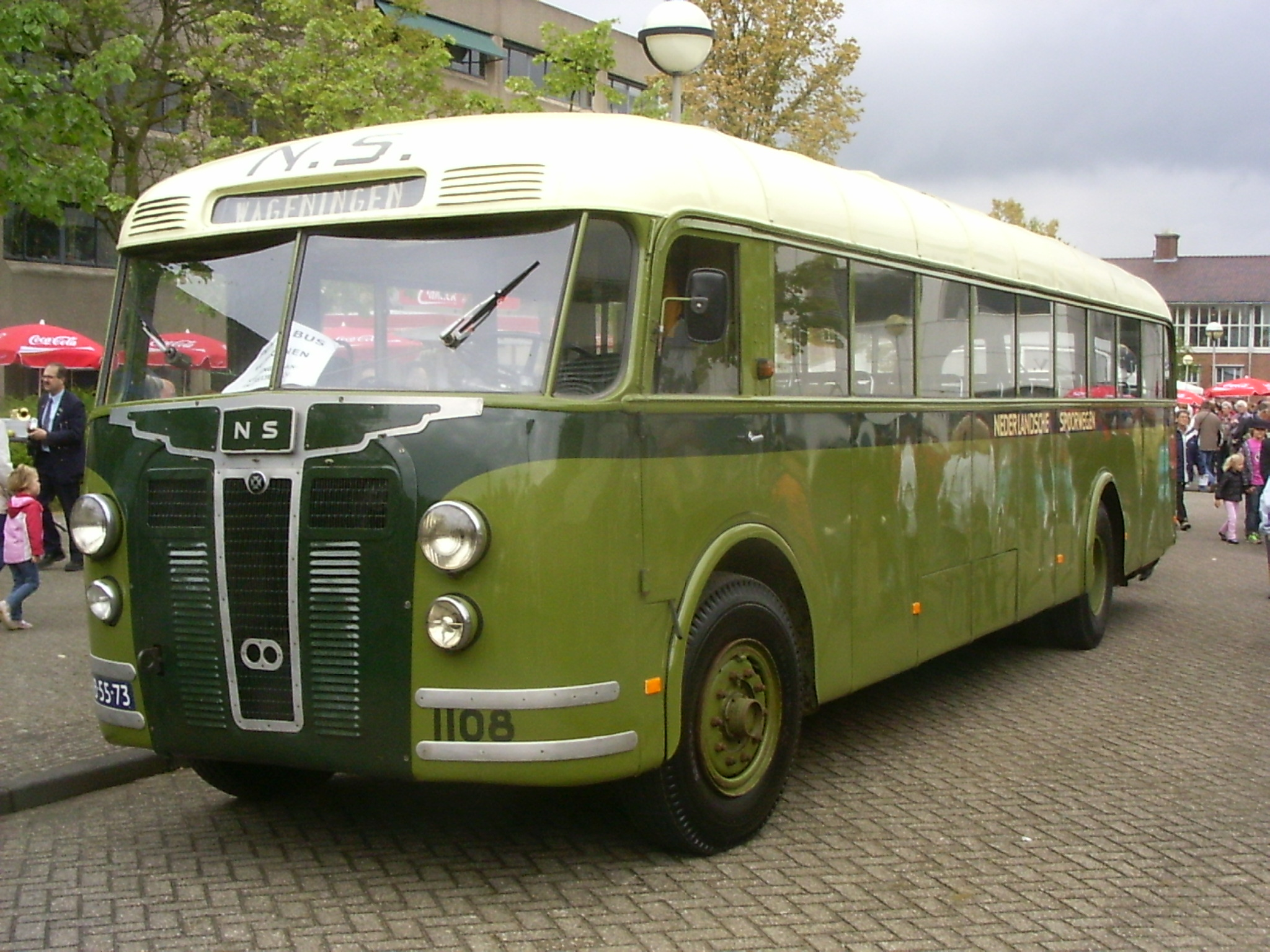
Crossley SD42/1 mit Aluminiumkarosserie von Schelde, Baujahr 1948

Anlass für die Produktionsaufnahme des SD42 war der Auftrag der niederländischen Staatsbahnen, die die Lieferung von 425 Bussen für je 43 Sitzplätze und weiteren 500 für je 47 Sitzplätze beinhaltete. Die kleinere Ausführung war 32 Fuß 11 Zoll lang, die größere 35 Zoll 2 Fuß lang und 8 Fuß breit. Damit waren die Busse deutlich größer und im Fall der zweiten Ausführung auch breiter als im Vereinigten Königreich zur damaligen Zeit zulässig, was die Absatzchancen auf dem heimischen Markt zunächst minimierte. Die geforderte Höchstgeschwindigkeit von 60 mph (knapp 100 km/h) lag ebenfalls deutlich über der im Vereinigten Königreich zulässigen.
Die Auslieferung der Busse begann 1947. Damit der größere und schwerere Bus die geforderten, höheren Geschwindigkeiten erreichte, wurde der Motor bei unverändertem Hubraum von zwei Roots-Gebläsen aufgeladen. Dadurch wuchs die Leistung bei 1800/min von 100 bhp auf 150 bhp (112 kW) an. Der neue Motor erhielt die Bezeichnung HOE9. Mit dem Motor wurde ein manuell zu schaltendes Fünfgang-Getriebe verbaut. In der Praxis hatte der Motor Probleme mit der Ölversorgung, weshalb einige Busse wieder auf den HOE7 zurückgerüstet wurden. Anstelle der Vakuum-Bremsen von Crossley kamen in den Bussen Druckluftbremsen von Westinghouse zum Einsatz. 150 der gelieferten Busse bekamen Aufbauten von Crossley, die restlichen wurden mit Aufbauten von niederländischen Herstellern versehen. Bei einigen dieser Busse wurde die vordere Einstiegstür vor die Vorderachse verlegt, was die Busse für den Einmannbetrieb tauglich machte.
Die Produktion für den inländischen Markt startete 1947 mit dem SD42/3 zunächst nur für städtische Verkehrsbetriebe, später auch für private Betreiber von Buslinien. Crossley hatte dieses Marktsegment vor dem Zweiten Weltkrieg nicht bedient. Insgesamt wurden 620 der 1680 gebauten SD an private Betreiber verkauft.
Im Jahr 1950 wurden im Vereinigten Königreich die Zulassungsvorschriften geändert und die maximale Länge für Busse auf 30 Fuß angehoben. Crossley reagierte mit einer verlängerten Variante, jedoch war die Konstruktion mit vorn liegendem Motor inzwischen überholt. Vom Markt wurden Busse mit unterflur angeordnetem Motor verlangt, die bei gleicher Länge eine höhere Passagierkapazität boten.

### PT42

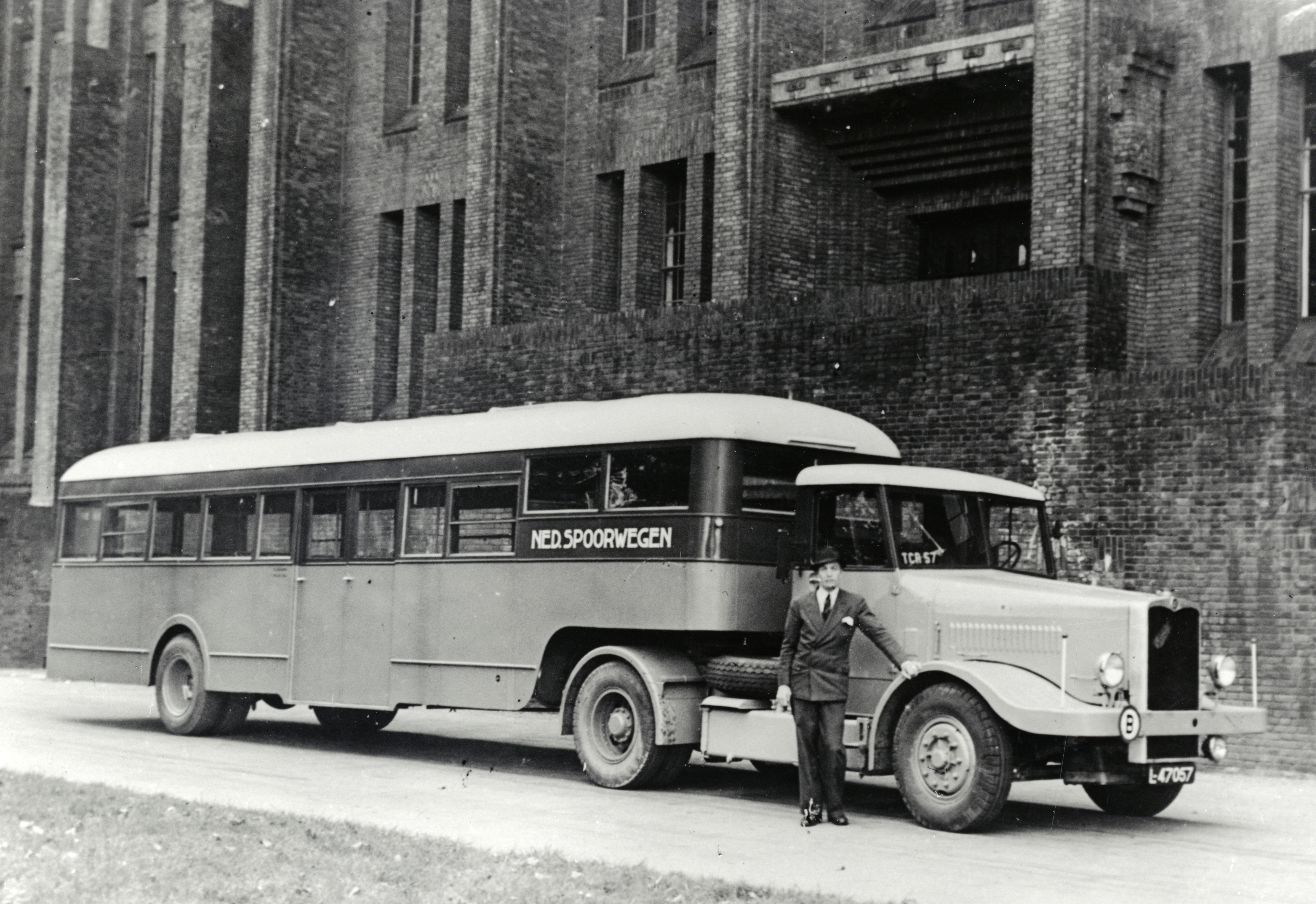
Crossley PT42 mit Auflieger von DAF, etwa 1946–48

Der PT42 entstand 1946 auf der Grundlage des DD42-Chassis. Bei ihm handelte es sich um einen Sattelzugomnibus. Mit seiner Auslegung als Langhauber bot er einen für britische Busse der damaligen Zeit ungewöhnlichen Anblick. Als Zugmaschine kam ein verkürztes Fahrgestell des DD42 mit einer Länge von 17 Fuß 11 Zoll zum Einsatz. Als Motor wurde der HOE7 verbaut, jedoch mit geändertem Zylinderkopf, worauf sich die Leistung des Motors erhöhte. Der Bus wurde im Rahmen des Auftrages der niederländischen Regierung gebaut. Die Zugmaschinen erhielten bei DAF ihre Auflieger, während kleinere Betriebe die Karosserierung übernahmen. Insgesamt wurden 250 Fahrzeuge geliefert. Im Auflieger fanden 52 Passagiere sitzend und 28 stehend Platz. Bis Anfang der 1950er Jahre wurden die Fahrzeuge jedoch bereits wieder aus dem öffentlichen Personenverkehr zurückgezogen und fanden als mobile Kirchen, Versammlungsräume, Frachtfahrzeuge und ähnliches Verwendung. Ein Teil der Fahrzeuge wurde in die DDR verkauft und dort von der SDAG Wismut bis 1965 für den Werkverkehr genutzt. Danach wurde ein Teil der Fahrzeuge grundlegend instand gesetzt. Die Auflieger wurden neu aufgebaut, als Zugmaschine fand ein Lkw IFA Z6S Verwendung. Zum Einsatz kamen die Busse anschließend vorrangig im Werksverkehr größerer Betriebe im Raum Dresden bzw. Halle/Leipzig.
Für Crossley stellte der Bus ein Übergangsmodell bis zum vollständigen Anlaufen der Busproduktion dar. Außerhalb der Niederlande fand er keine Erstkunden.

### TDD4
Das Unternehmen nahm 1948 die Produktion von Trolleybussen wieder auf. 1950 erschien der dreiachsige TDD42 „Empire“ mit 26 Fuß Länge. Wie schon vor dem Zweiten Weltkrieg, wurde der Bus mit Motoren von Metro-Vickers angetrieben. Insgesamt wurden nur 45 Busse gebaut.

### TTD6
Zeitgleich um TTD4 erschien der TDD64 „Dominion“ mit 30 Fuß Länge. Angetrieben wurde er vom gleichen Motor wie die kleinere Variante. Von dieser Ausführung wurden 16 Stück gebaut.

### TSD42
Der TSD42 war ein Exportmodell, das nur nach Neuseeland verkauft wurde. Der Eindeckerbus mit einer Länge von 33 Fuß basierte auf dem verlängerten Chassis des SD42. Insgesamt wurden 14 Busse gebaut.

### Aufbauten

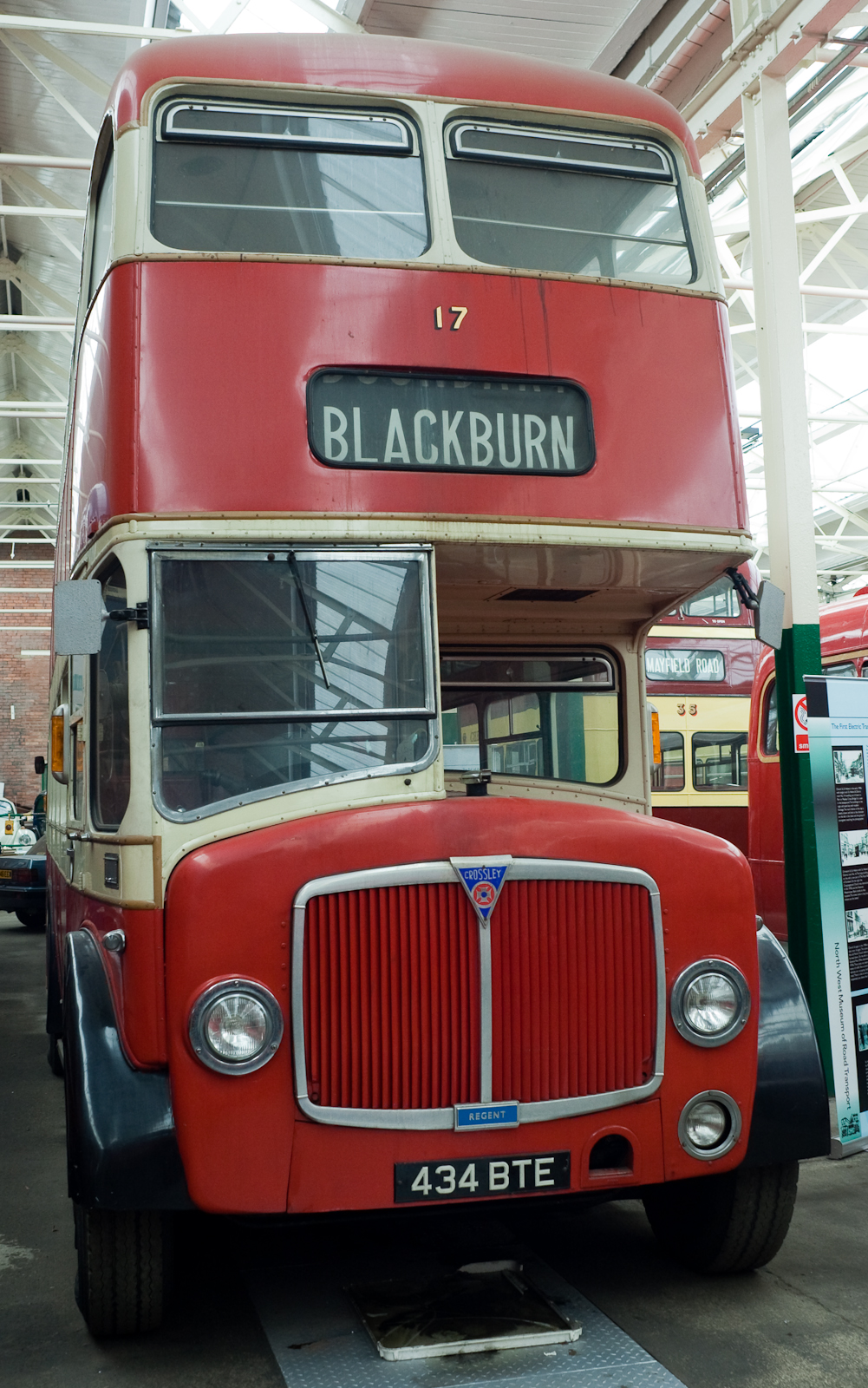
AEC Regent mit Aufbau von Crossley

Crossley nutzte seine Kompetenzen und Fertigungskapazitäten und bot den für den SD/DD42 entwickelten Aufbau auch für andere Kunden an. Ab 1945 wurden Leyland PD1 und AEC Regal mit Aufbauten von Crossley versehen. Nach der Übernahme durch AEC wurde auch der AEC Regent bei Crossley montiert und im sogenannten Badge-engineering als Crossley Regent vertrieben.
Die von Crossley gefertigten Karosserien galten als qualitativ hochwertig, aber teuer. Zwischen 1945 und 1958 produzierte das Unternehmen insgesamt 1122 Aufbauten für Fahrgestelle anderer Hersteller.

### Leyland National
Im Jahr 1962 wurden sowohl ACV als auch AEC Teil von Leyland, Crossley wurde als Unternehmen jedoch niemals vollständig abgewickelt und aus dem Unternehmensregister gestrichen, juristisch bestand sie fort. Leyland machte sich diese Tatsache zunutze, als 1969 der Leyland National in Produktion genommen werden sollte. Dieser Bus war als Ersatz für alle bisher im Konzernverbund gefertigten Eindeckerbusse gedacht. Leyland reaktivierte Crossley Motors, benannte das Unternehmen in Leyland National um und ließ von 1972 bis 1985 insgesamt 7700 Busse in Workington bauen.

### Modellübersicht
| Modell                      | Bauzeit   |
| Eagle                       | 1928–1930 |
| Hawk                        | 1929      |
| Six/Alpha                   | 1930/1931 |
| Condor                      | 1930–1934 |
| Mancunian                   | 1933–1940 |
| TDD4 (Trolleybus)           | 1935–1942 |
| TDD6 (Trolleybus)           | 1935–1942 |
| DD42                        | 1942–1953 |
| SD42                        | 1946–1952 |
| PT42                        | 1946–1949 |
| TDD42 Empire (Trolleybus)   | 1948–1951 |
| TDD64 Dominion (Trolleybus) | 1948–1951 |
| TSD42 (Trolleybus)          | 1948–1951 |

## Lkw
In Ergänzung der Produktionspalette fertigte Crossley Motors auch Nutzfahrzeuge. Zunächst entstanden diese auf Basis modifizierter Pkw-Chassis. Zwei auf Basis des 25/30 gebaute Lkw fuhren 1926 während der Court-Treatt-Expedition von Kapstadt nach Kairo. Mit dem BTG1 brachte das Unternehmen 1923 das erste speziell entwickelte Fahrgestell für Lkw heraus. 1931 kündigte das Unternehmen eine Baureihe schwerer Lkw mit 12 Tonnen Nutzlast an. Von dem mit Dieselmotoren ausgerüsteten Atlas wurde jedoch nur eine geringe Stückzahl gebaut, da sich das Unternehmen auf Busse und Militärfahrzeuge konzentrierte. Von dem ab 1940 produzierten allradgetriebenen FWD wurden mehr als 10.000 Stück hergestellt.

### BGT1
Bereits seit 1908 bestand eine Regelung, das Speditionsunternehmen staatliche Zuschüsse erhalten können, wenn sie Fahrzeuge betrieben, die nach militärischen Anforderungen ausgelegt waren und während eines Notstandes innerhalb von 72 Stunden verfügbar gemacht wurden. Die War Office Subsidy Specification No 3 setzte für Lkw mit einer Nutzlast von 30 cwt 1923 die Höhe der Zuschüsse auf 40 GBP im Jahr pro Fahrzeug fest. Crossley entwickelte daraufhin ein Chassis, das dieser Spezifikation folgte. Das Fahrgestell wurde als BGT1 bezeichnet, wobei die Abkürzung für British Government Tender 1 stand. Das Fahrzeug wurde auch als 40/50 hp bekannt. Zum Einsatz kam entweder der 4,5-l-Motor 25/30 oder seine aufgebohrte Variante 30/70 mit 5,2 l Hubraum. Auf Straßen wurde die Höchstgeschwindigkeit mit 50 mph angegeben, obwohl die Anforderungen nur 25 mph verlangten. Auch die Nutzlast lag mit tatsächlichen 40 cwt höher als die geforderten 30 cwt. Der Preis lag bei 850 GBP, für elektrische Beleuchtung und Anlasser wurden 50 GBP aufgeschlagen.

### IGL
Ebenfalls 1923 gab die indische Regierung eine Ausschreibung für einen zweiachsigen Lkw mit 30 cwt Nutzlast heraus, der jedoch unter den härteren Bedingungen des indischen Subkontinents einsetzbar sein sollte. Crossley entwickelte den IGL, wobei hier die Abkürzung für Indian Government Lorry stand. Grundlage war das für den russischen Exportauftrag entwickelte Chassis, der wegen der Revolution in Russland jedoch nicht in Produktion genommen wurde. Verbaut wurden die gleichen Motoren wie beim BGT. Mit einem Viergang-Getriebe ausgerüstet, lag die Höchstgeschwindigkeit des Lkw bei 30 mph.
Als das War Department 1925 mit der Ausschreibung 30C einen Lkw mit einer Nutzlast von 30 cwt und der Radformel 6×4 forderte, verlängerte Crossley den BGT1 und montierte eine doppelte Hinterachse. Obwohl das Fahrzeug nicht auf eine Ausschreibung der indischen Regierung zurückging, erhielt es den Namen IGL2, aus dem IGL wurde nachträglich der IGL1. Verbaut wurde der zuverlässige 25/30-Motor. Anstelle der doppelten Hinterachse bekamen einige dieser Fahrzeuge ein Kegresse-Kettenlaufwerk. Die Royal Air Force und die British Army beschafften insgesamt 115 Fahrzeuge, einige gelangten auch in die Hände ziviler Halter. So nutzte Georg V. ein IGL2 auf seinen schottischen Besitzungen. 1927 bekam der IGL2 ein modifiziertes BGT-Chassis und wurde als IGL2 series 2 bezeichnet. Als Motor kam nun optional auch der der 30/70 zum Einsatz.

### 15cwt light 14hp
Da aufgrund des militärischen Anforderungsprofils der IGL1 für zivile Betreiber zu schwer war, bot Crossley ab 1927 mit dem 15cwt light 14hp eine leichtere zweiachsige Ausführung an.

### 20–30cwt light six
Die leichtere Ausführung des IGL2 mit der Radformel 6x4 wurde als 20–30cwt light six ab 1927 angeboten. Aus ihm entstand später der BGV1.

### 15hp 15/20cwt
Das Zuschusssystem brachte für die Speditionsunternehmen finanzielle Vorteile, führte aufgrund der militärischen Anforderungen an die Fahrzeuge jedoch zu recht schweren Fahrzeugen. Crossley bot daher ab Dezember ein leichteres zweiachsiges Fahrzeug, den 15 hp, mit einer Nutzlast von 15 bis 20 cwt an. Gebaut wurden hauptsächlich Lieferwagen. Zum Einsatz kam der gleiche Motor wie beim 14 hp, jedoch diesmal mit Viergang-Getriebe. Auch das Chassis war ähnlich, der Radstand mit 10 Fuß 5 Zoll jedoch um mehr als 12 Zoll größer. Vierradbremsen gehörten zur Standardausrüstung. Der Aufbau bestand aus Holz und wurde auch als Krankenwagen angeboten. Obwohl er nicht auf militärische Anforderungen ausgelegt war, beschaffte das War Department einige Fahrzeuge, die ein Getriebe mit Vorgelege erhielten und so über acht Gänge verfügten. Auch wurden einige Fahrzeuge mit einem Kegresse-Kettenlaufwerk geliefert.

### Atlas
Beim Atlas handelte es sich um einen schweren Lkw, der 1931 vorgestellt wurde. Eigentlich sollte er Alpha heißen, dieser Name wurde jedoch bereits für einen Bus benutzt. Bei einem Radstand von 16 Fuß 7 ½ Zoll wurde er für Nutzlasten zwischen 6 und 12 tons angeboten. Zunächst mit dem Sechszylinder-Motor mit 8,369 l Hubraum ausgerüstet, bekam er später den VR6. Als Getriebe kam ein manuell zu schaltendes Viergang-Getriebe mit Vorgelege zum Einsatz, so dass acht Gänge zur Verfügung standen. Das Chassis mit zwei, optional drei Achsen für die schwereren Modelle war für Frontlenkeraufbauten ausgelegt. Der Atlas galt als qualitativ hochwertiges Fahrzeug, war mit 1440 GBP jedoch sehr teuer und konnte nur in geringen Stückzahlen verkauft werden. 1936 wurde die Produktion eingestellt.

### Beta
Der 1933 erschienene Beta mit einem Radstand von 12 Fuß 6 Zoll war für kleinere Nutzlasten ausgelegt. Wahlweise als Zwei- oder Dreiachser lieferbar, wurde er zunächst vom VR-4-Dieselmotor mit 6,1 l Hubraum angetrieben. Ab 1936 stand auch der VR6 optional zur Verfügung. Als Getriebe kam das schon im IGL verbaute Viergang-Getriebe oder das aus dem Atlas bekannte Viergang-Getriebe mit Vorgelege zum Einsatz. Das Chassis war ebenfalls für Frontlenker-Aufbauten konzipiert. Mit 1195 GBP gehörte der Beta ebenfalls zu den teureren Fahrzeugen auf dem britischen Markt.

### Delta
Der Delta erschien ebenfalls 1933. Er wurde als Frontlenker (Radstand 24 Fuß), Kurzhauber (Radstand 11 Fuß 6 Zoll) und Sattelzugmaschine (Radstand 10 Fuß) angeboten. Zur Auswahl standen der 20760-Ottomotor und ab 1935 für die Zugmaschine, ab 1936 für alle Ausführungen der VS4 22/48, ein leichter Dieselmotor mit 3,620 l Hubraum. Ab diesem Jahr wurde auch optional der 24/70, ein Vierzylinder-Ottomotor mit 4,155 l Hubraum angeboten. Als Getriebe wurden die auch beim Beta verbauten Vier- und Achtgang-Getriebe angeboten. Das Chassis wurde auch als Unterbau für Busse angeboten, jedoch wurde auf diesem Fahrgestell nur ein Bus für den Flughafen Manchester durch die Manchester Cooperation beschafft. Der Preis lag bei 425 GBP für die Ausführung mit Ottomotor und 635 GBP für die Dieselvariante.

## Militärfahrzeuge

### Crossley-Vickers-Panzerwagen

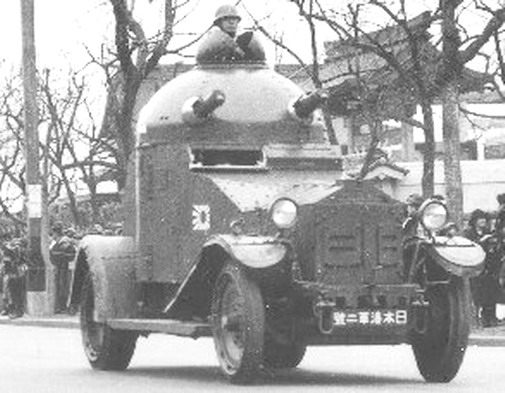
Crossley-Vickers-Panzerwagen der japanischen Marine

Nach Ende des Ersten Weltkrieges bestand bei der British Army in Indien Bedarf an einem gepanzerten Radfahrzeug. Die geplante Beschaffung von Rolls-Royce-Panzerwagen scheiterte, da diese zu teuer waren und außerdem in der Geländeerprobung ungenügende Leistungen zeigten. Crossley bot auf Grundlage des für Russland entwickelten 1,5-t-Fahrgestells einen Panzerwagen an, aus dem Chassis wurde ebenfalls der ungepanzerte IGL entwickelt. Die Geländeerprobungen verlief erfolgreich, und auch eine abschließende Erprobung, bei der das Fahrzeug mit 4 t Ballast 4000 Meilen zurücklegte, wurde erfolgreich absolviert. Im Ergebnis wurden 32 Fahrzeuge mit Aufbauten von Vickers bestellt. Die Fahrzeuge erhielten Vollgummireifen, um das Risiko von Reifenschäden auf den schlechten indischen Straßen und im Gelände zu minimieren, jedoch versanken die Fahrzeuge im Gelände aufgrund der schmalen Reifen oftmals bis zu den Achsen. Insgesamt 100 Fahrzeuge wurden nach Indien geliefert, zwei weitere Fahrzeuge nach Südafrika.
Vickers nutzte den IGL ab 1928 für einen Panzerwagen, der erfolgreich exportiert werden konnte. Japan nahm große Stückzahlen des dort als Dowa bezeichneten Fahrzeuges ab, Argentinien eine kleinere Anzahl. Eine dreiachsige Version wurde in den Irak geliefert.

### BGV

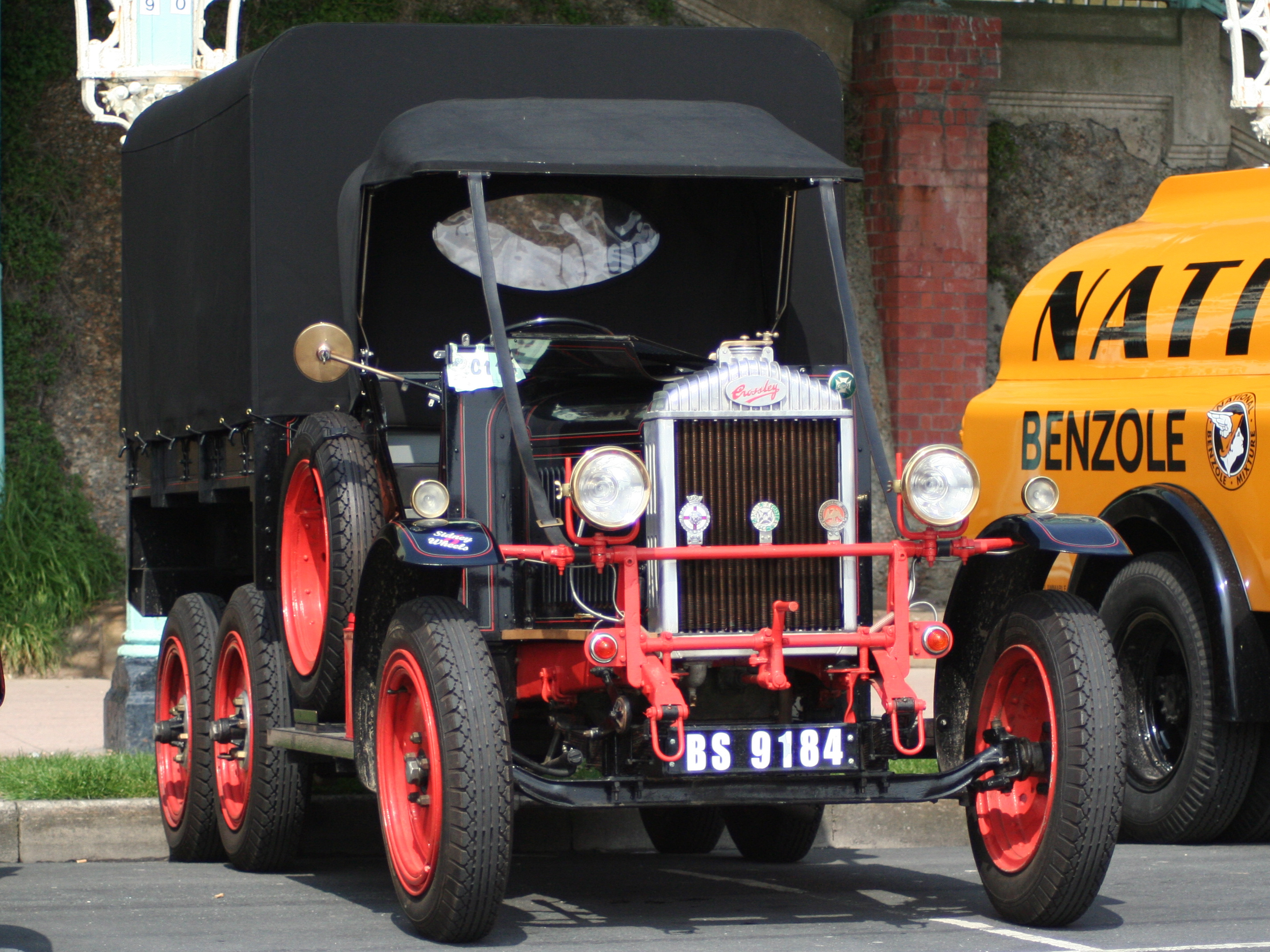
Crossley BGV, Baujahr 1927

Der BGV wurde 1926 als vergrößerte Ausführung des BGT entwickelt. Die Nutzlast wurde auf 30 cwt angehoben. Um die Fahreigenschaften des Fahrzeuges zu erhalten, erhielt er eine doppelte Hinterachse. Motorisiert wurde das Fahrzeug mit dem 2,4-l-Ottomotor aus dem 14hp. Anstelle der doppelten Hinterachse wurde bei einigen Fahrzeugen auch ein Kegresse-Kettenlaufwerk mit Gummiketten verbaut. Das Chassis wurde für unterschiedliche militärische Aufbauten genutzt. Die Abkürzung BGV stand für British General Vehicle.
1928 wurden die Fahrgestelle des IGL2 und des BGV überarbeitet. Die neuere Ausführung erhielt den Namen BGV2, aus dem BGV wurde der BGV1.

### Crossley Mk. I
Ab 1927 war Crossley an der Entwicklung einer Tankette beteiligt. Schwach gepanzert und mit Maschinengewehren bewaffnet, hatte das Fahrzeug zwei Mann Besatzung. Die Fahrzeuge waren zur Nahunterstützung der Infanterie vorgesehen. Als Chassis kam der dreiachsige BGV mit einem Kegresse-Kettenlaufwerk. Das Fahrzeug sollte im Einsatz rückwärts fahren, dabei befand sich das Kettenlaufwerk vorn, die Lenkachse hinten. Die Fahreigenschaften im Gelände waren gut, jedoch blies das Kettenlaufwerk Staub in den Motor. Es wurden lediglich zwei Prototypen gebaut.

### D2E1/D2E2

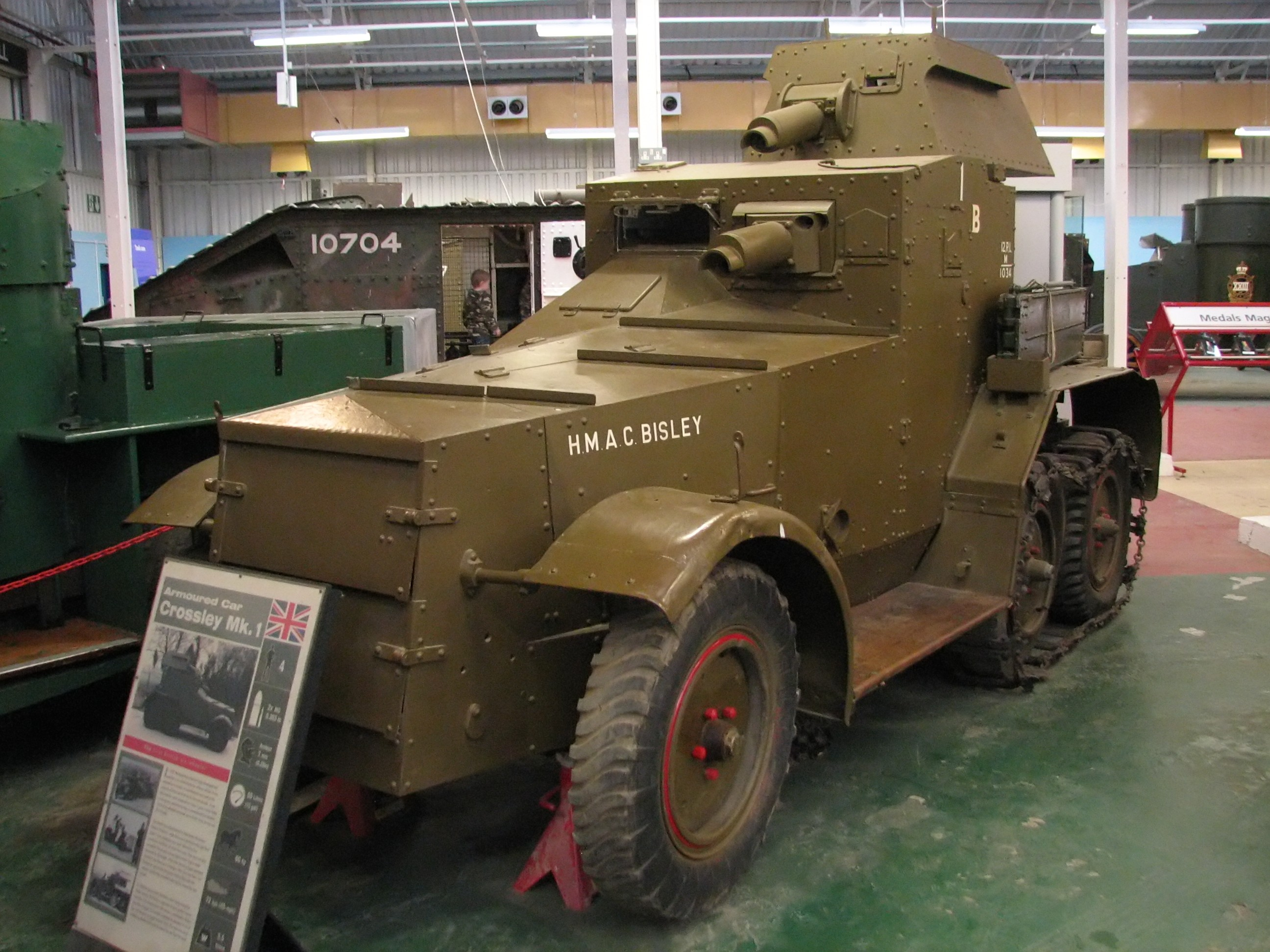
Crossley D2E1

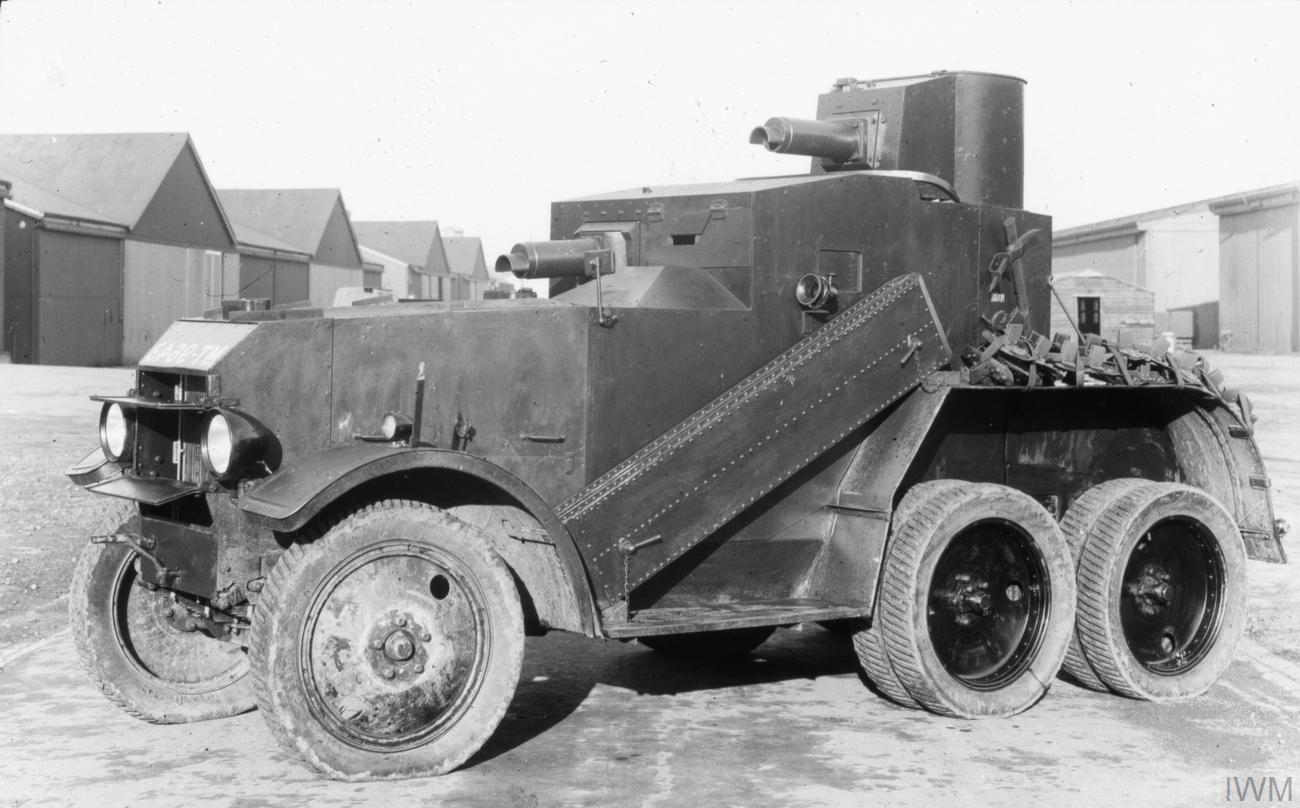
Crossley-Panzerwagen der Royal Air Force

Das Chassis des BGV bildete ebenfalls die Basis für den D2E1. Die Hinterachsen waren doppelt bereift. Auf die Räder konnte eine Kette aufgelegt werden, um die Fahreigenschaften im Gelände zu verbessern. Das Fahrzeug nahm eine Besatzung von drei Mann auf und war mit einem .303-Maschinengewehr bewaffnet. Der gepanzerte Aufbau kam von der Royal Ordnance Factory. 1931 kam der Prototyp zur Erprobung nach Ägypten, die jedoch nicht sonderlich erfolgreich verlief. Nach Rückkehr erhielt der Prototyp einen neuen Turm mit zwei .5-Fla-MG.
Der zweite Prototyp D2E2 bekam einen niedrigeren Motorvorbau, um die Sicht des Fahrers zu verbessern. Die Panzerung wurde ebenfalls überarbeitet. Fünf Fahrzeuge wurden gebaut, die einen Turm mit Fla-MGs erhielten. 1933 kamen sie nach Ägypten, doch auch diese Ausführung wurde als für den Wüstenkampf nicht geeignet eingeschätzt.
Die Royal Air Force bestellte drei weitere Fahrzeuge für den Einsatz in Aden. Zwei erhielten einen Turm mit Fla-MGs, das dritte, größere einen normalen Panzerturm und ein zusätzliches MG neben dem Fahrer. Alle drei Fahrzeuge bekamen eine Funkausrüstung.

### FWD
Im Zuge der britischen Rüstungsanstrengungen in der Zwischenkriegszeit wuchs unter anderem die Anzahl der Staffeln der Royal Air Force stark an, die für landgebundene Fahrzeuge einen leistungsfähigen Lkw benötigte. Crossley lieferte zunächst mehr als 700 IGL3 mit Ottomotor an die Royal Air Force. Im Jahr 1935 schrieb das War Office einen neuen Lkw mit 3 t Nutzlast und der Radformel 4×4 aus, der die dreiachsigen IGL ersetzen sollte. 1938 wurde ein Prototyp bestellt. Das Fahrzeug besaß Einzelradaufhängung, den neuen 38/110-Bus-Motor und ein Fünfgang-Getriebe. Die Erprobungen verliefen erfolgreich, die Royal Air Force forderte jedoch ein einfacher aufgebautes, leichter instandzusetzendes Fahrzeug. Der endgültige Entwurf, als FWD oder Four Wheel Drive hatte einen Radstand von 11 Fuß. Die Einzelradaufhängung wurde wieder aufgegeben. Zum Einsatz kam der Antriebsstrang des zweiachsigen IGL und der erprobte 30/70-Motor. Das Fahrzeug wurde auch als Q oder Quad bezeichnet; dies ist jedoch nicht korrekt, da Q die Ausschreibung bezeichnet, auf deren Grundlage verschiedene Fahrzeuge verschiedener Hersteller entstanden.
Unmittelbar nach Kriegsausbruch wurden die ersten 506 Lkw und 228 Bergungsfahrzeuge bestellt. Nachdem die British Expeditionary Force den Großteil ihrer Ausrüstung in Frankreich zurücklassen musste, wurden nochmals 700 Fahrzeuge bestellt. Die Lieferungen begannen im Juli 1940, bis Jahresende wurden 800 FWD und 340 IGL ausgeliefert. Im Jahr 1943 wurde die Zugmaschine in Produktion genommen und mit dem 30/100, der 96 bhp, später 100 bhp leistete, optional ein leistungsstärkerer Motor verbaut. Die drei insgesamt produzierten Versionen unterschieden sich in der Motorisierung und Kraftübertragung.
Bis 1945 wurden 7406 Lkw und 2836 Zugmaschinen ausgeliefert, der Produktionsausstoß erreichte Spitzenwerte von 200 Fahrzeugen im Monat. Die Fahrerhäuser wurden mit Masse von Crossley, aber auch von Mulliner gebaut, die Aufbauten kamen von vielen verschiedenen Herstellern, unter anderem von Park Royal und English Electric.

### Saladin

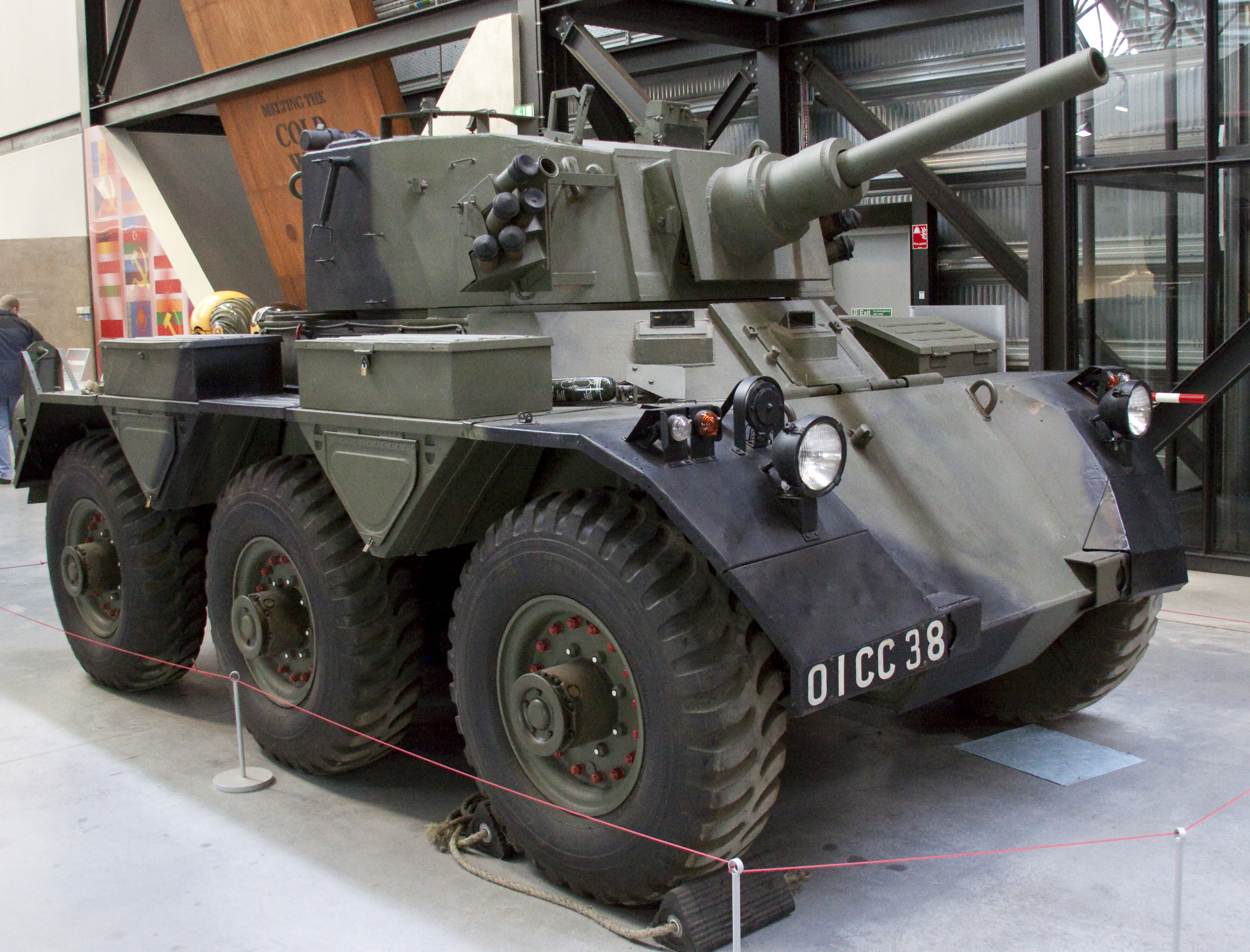
Alvis Saladin

Den letzten militärischen Auftrag konnte Crossley in den 1950er-Jahren akquirieren. Die British Army schrieb einen Spähpanzer aus, um die veralteten AEC Mk 3 und Daimler Mk 2 zu ersetzen. Alvis entwickelte zu dieser Zeit den Mannschaftstransportwagen Saracen. Das Chassis des Saracen wurde für den Saladin adaptiert und mit einem Drehturm mit der neuen 76-mm-Kanone ausgerüstet, die die älteren Zweipfünder ersetzte. Wegen der kritischen Entwicklung in Malaysia hatte die Produktion des Saracen Vorrang vor der Entwicklung des Saladin. Da das Werk von Alvis ausgelastet war, wurden die ersten sechs Vorserienexemplare des Saladin 1956 bei Crossley montiert. Zwei Jahre später wurde die Produktion des Saladin bei Alvis aufgenommen.